# 非洲菜

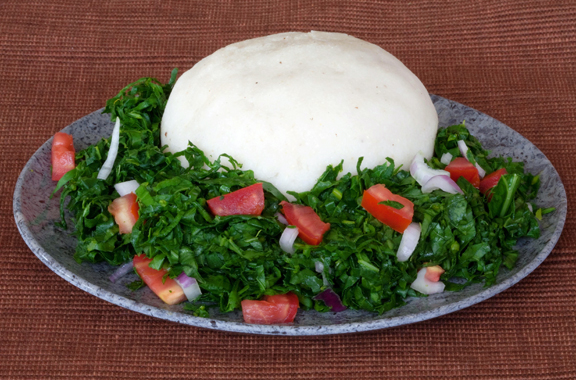
一盤乌咖哩與宽叶羽衣甘蓝

非洲菜是指非洲的飲食，是非洲大陆文化的重要组成部分。非洲原住民吃的食物受他们的宗教、當地气候和生活方式的影响。第一批居住在非洲大陆的非洲人通過狩猎以及采集獲取食物。随着非洲大陸出現农业，非洲人開始食用農作物。 
中部非洲、东非、北非、南部非洲和西非都有各自的特色菜餚。

## 歷史
非洲本土飲食起源可追溯至青銅時代前數千年，當時位於東北非的早期文明開始種植大麥、小麥等穀物。北非的一部分位於肥沃月弯，古埃及人在該地開始有農業發展。驢與綿羊等動物也在此時開始被馴化，農業由此擴展至非洲其他地區，尤其是西非。雖然當時大多數部落仍以簡單的狩獵採集為主。
阿拉伯探險家利奥·阿非利加努斯與伊本·巴圖塔在穿越漠南非洲旅途中，記錄了他們所見的非洲飲食。直到19世紀，多數歐洲旅人僅在非洲沿海地區活動，在日記中也常記載當地食物與作物的詳細情況。玉米和馬鈴薯等許多現今被作為主食的作物，直到19世紀歐洲殖民時期才變得普遍。
非洲飲食影響了加勒比地区等多個地區的料理，例如低地地区烹饪、卡津菜等。如非洲-加勒比風格的Duckanoo、Callaloo等。秋葵從非洲引進，成為路易斯安那菜秋葵浓汤的重要食材。在低地地区烹饪中，由於過去許多奴隸來自於西非生產稻米的地區，該地的菜餚因此受影響而有多種獨特的米料理。